# 罗内勒
罗内勒（法語：Ronel，法語發音：[ʁɔnɛl]）是法国奧克西塔尼大區塔恩省的一个旧市镇，属于阿尔比区。

## 地理
罗内勒（43°48'51"N, 2°13'26"E）面积9.89 平方千米，位于法国奧克西塔尼大區塔恩省，该省份为法国南部内陆省份，北起顺时针与阿韦龙省、埃罗省、奥德省、上加龙省和塔恩-加龙省接壤。
与罗内勒接壤的市镇（或旧市镇、城区）包括：代纳、福克、隆贝尔、雷阿尔蒙、鲁梅古、圣利厄拉费纳斯。

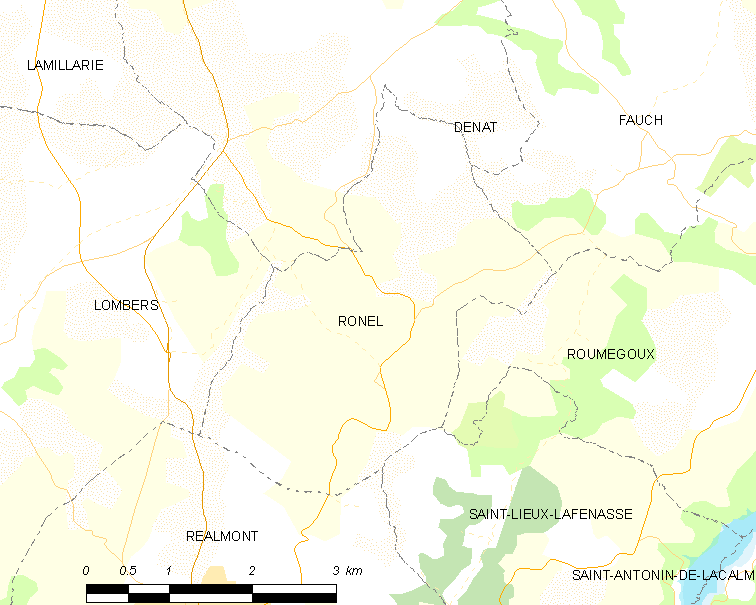
罗内勒的OSM定位图

罗内勒的时区为UTC+01:00、UTC+02:00（夏令时）。

## 行政
罗内勒的邮政编码为81120，INSEE市镇编码为81226。

## 政治
罗内勒所属的省级选区为上达杜县。

## 人口

1962-2008年间罗内勒人口变化图示

罗内勒于2018年1月1日时的人口数量为333人。